# Daniel Cosgrove
Daniel Thomas Cosgrove, född 16 december 1970 i New Haven, Connecticut, USA, är en amerikansk skådespelare. Cosgrove är mest känd som Matt Durning i TV-serien Beverly Hills.

## Filmografi (urval)
- 2007 – Mattie Fresno and the Holoflux Universe
- 2006 - In Justice (TV-serie)
- 2002-2005 - The Guiding Light (TV-serie)
- 2002 – Van Wilder
- 2001 – The Way She Moves (TV-film)
- 2001 - All Souls (TV-serie)
- 2001 – Valentine
- 2001 – They Crawl
- 2000 – Artie
- 2000 – Satan's School for Girls (TV-film)
- 1998-2000 - Beverly Hills (TV-serie)